# Horreolanus orphanus
Horreolanus orphanus är en kvalsterart som beskrevs av Mitchell 1955. Horreolanus orphanus ingår i släktet Horreolanus och familjen Mideopsidae. Inga underarter finns listade i Catalogue of Life.